# 124-я стрелковая дивизия (3-го формирования)
124-я стрелковая Мгинско-Хинганская Краснознамённая ордена Суворова дивизия — воинское соединение Красной армии в Великой Отечественной войне.

## История
Лети наша песня в просторах широких

Над пламенем грозной войны.

Расскажешь народу как в битвах жестоких

С фашизмом сражалися мы.

Припев:

За город Ленина, за дело правое,

За наш народ, за наш народ!

В боях рождённая, Краснознамённая,

Мгинская дивизия, вперёд!

Так, вспомним же, братцы, под Колпиным схватку,

Горячий Синявинский бой,

Как шли моряки-пехотинцы в атаку

Сквозь дым над застывшей Невой.

Припев:

За город Ленина, за дело правое,

За наш народ, за наш народ!

В боях рождённая, Краснознамённая,

Мгинская дивизия, вперёд!

Салют нам послала родная столица

«Спасибо!» — сказал нам народ.

На знамени нашем написано «мгинцы»

Девиз наш солдатский: «Вперёд!»

Припев (2 раза):

За город Ленина, за дело правое,

За наш народ, за наш народ!

В боях рождённая, Краснознамённая,

Мгинская дивизия, вперёд! 
Дивизия сформирована 19 апреля 1943 года на Ленинградском фронте на базе следующих соединений: 56-я стрелковая бригада, 102-я морская стрелковая бригада, 138-я стрелковая бригада и 34-я лыжная бригада. Формирование проходило во Всеволожском районе Ленинградской области в районе Борисова Грива — Ваганово. Кроме того, в августе 1943 года дивизия была пополнена двумя батальонами 73-й морской стрелковой бригады.
В действующей армии: 29.04.1943 — 30.09.1944; 07.11.1944 — 30.11.1944; 05.12.1944 — 01.05.1945; 09.08.1945 — 03.09.1945.
В течение двух месяцев обучалась и несла службу на берегу Ладожского озера. Первый бой приняла 13 августа 1943 года. В течение 1943 года вела бои на стыке со 2-й ударной армией, в том числе на Синявинских высотах.
С 21 января 1944 года участвовала в Красносельско-Ропшинской операции, преследовала отступающие части противника, приняла участие в освобождении Мги 21 января 1944 года, кроме того при её участии были освобождены Ульяновка, Саблино, Тосно, Лисино-Корпус. С 26 января 1944 года выступила в направлении Тосно, минуя посёлок, вышла к важному узлу шоссейных дорог и крупному опорному пункту противника — посёлку Лисино-Корпус — и 30 января 1944 года очистила его от противника, захватив большие трофеи.
После операции была направлена на рубеж реки Нарва, вела бои северо-восточнее Пскова, летом 1944 года направлена на Карельский перешеек для участия в Выборгской операции, точнее — в проводимой в ходе десантной операции по овладению островами Выборгского залива. На начало операции в дивизии было около 5 000 человек.
Принимает участие в операции с 5 июля 1944 года, отправившись от Транзунда на судах 260-й бригады морской пехоты. Дивизия понесла большие потери. При подходе к острову Тейкарсаари друг за другом подорвались два бронекатера. Все десантники, находившиеся на них, погибли вместе с командирами. Только несколько катеров, под сильным огнём противника, смогли дойти до Тейкарсаари и высадить десант. Вела бои за овладение островом в течение двух дней. К 10 июля 1944 года операция закончилась, дивизия была выведена под Выборг. До сентября 1944 года отдыхала и пополнялась, затем выведена в резерв. 5 декабря 1944 года передана в состав 39-й армии.
Перед началом Восточно-Прусской операции находилась в третьем эшелоне корпуса. Получила задачу основными силами сосредоточиться в районе Абшрутен, Дёршкемен, а один полк (781-й) иметь в районе Петерайчен. С началом наступления дивизии приказывалось главными силами передвигаться за 221-й стрелковой дивизией, а 781-м стрелковым полком — за правым флангом 358-й стрелковой дивизии. С овладением 358-й стрелковой дивизией рубежом Пилькаллен, Карчарнингкен 781-й стрелковый полк должен был развернуться на рубеже северо-западная опушка леса Штадтвальд и ударом в северо-восточном направлении во взаимодействии с 19-й гвардейской стрелковой дивизией овладеть Пилькалленом. Далее, с выходом 358-й стрелковой дивизии и 221-й стрелковой дивизии на рубеж Иванберг, Орупенен дивизии приказывалось быть в готовности к развёртыванию из-за правого фланга корпуса для развития успеха в общем направлении на Тильзит.
13 января 1945 года с рубежа северо-западной опушки леса Штадтвальд в 17:10 перешёл в наступление 781-й стрелковый полк в направлении Пилькаллена и к исходу дня овладел двумя траншеями противника и вышел на южную окраину города Пилькаллен. 14 января 1945 года в 13:40. 781-й стрелковый полк ворвался в южную часть города Пилькаллена, но не закрепил достигнутого успеха и в 21 час сильной контратакой противника был отброшен из центральной части города в исходное положение. Для обеспечения правого фланга этого полка в район кирпичного завода командир дивизии выдвинул 2-й батальон 406-го стрелкового полка, поставив ему задачу наступать в направлении железнодорожной станции. Главные же силы дивизии были перегруппированы в район юго-восточнее Петерайчен, получив задачу наступать в направлении Гросс Туллен. Для выполнения этой задачи дивизия усиливалась 610-м истребительно-противотанковым артиллерийским полком, 326-м миномётным полком реактивной артиллерии, 517-м танковым полком и 1197-м самоходно-артиллерийским полком.
15 января 1945 года 781-й стрелковый полк и 2-й батальон 406-го стрелкового полка овладели Пилькалленом, а главные части дивизии вышли на рубеж Гросс Туллен, Клайн Хенскишкен.
К утру 16 января 1945 года части дивизии были сменены частями 358-й стрелковой дивизии и сосредоточились в районе юго-западнее Жамайткемен.
17 января 1945 года части дивизии во взаимодействии с 221-й стрелковой дивизией завершили прорыв тактической зоны обороны и, развивая наступление в северо-западном направлении, к исходу дня достигли рубежа Мингштиммен, Будупенен.
20 января 1945 года части дивизии приняли участие во взятии Шиллена.
На заключительном этапе боевых действий наступала северо-западнее Кёнигсберга, отсекая Земландскую группировку немецких войск, закончила боевые действия на побережье Балтийского моря, 01 мая 1945 года выведена в резерв Ставки Верховного Главнокомандования.
В июне 1945 года переброшена на Восток, где приняла участие в Хингано-Мукденской операции, наступая на одном из самых тяжёлых направлений — Халунь-Аршанском. Участвовала в освобождении китайского города Солунь. На 13.08.1945 года вела бои в районе города Гуандин-Шань.

## Состав
- 406-й стрелковый полк
- 622-й стрелковый полк
- 781-й стрелковый полк
- 46-й артиллерийский полк

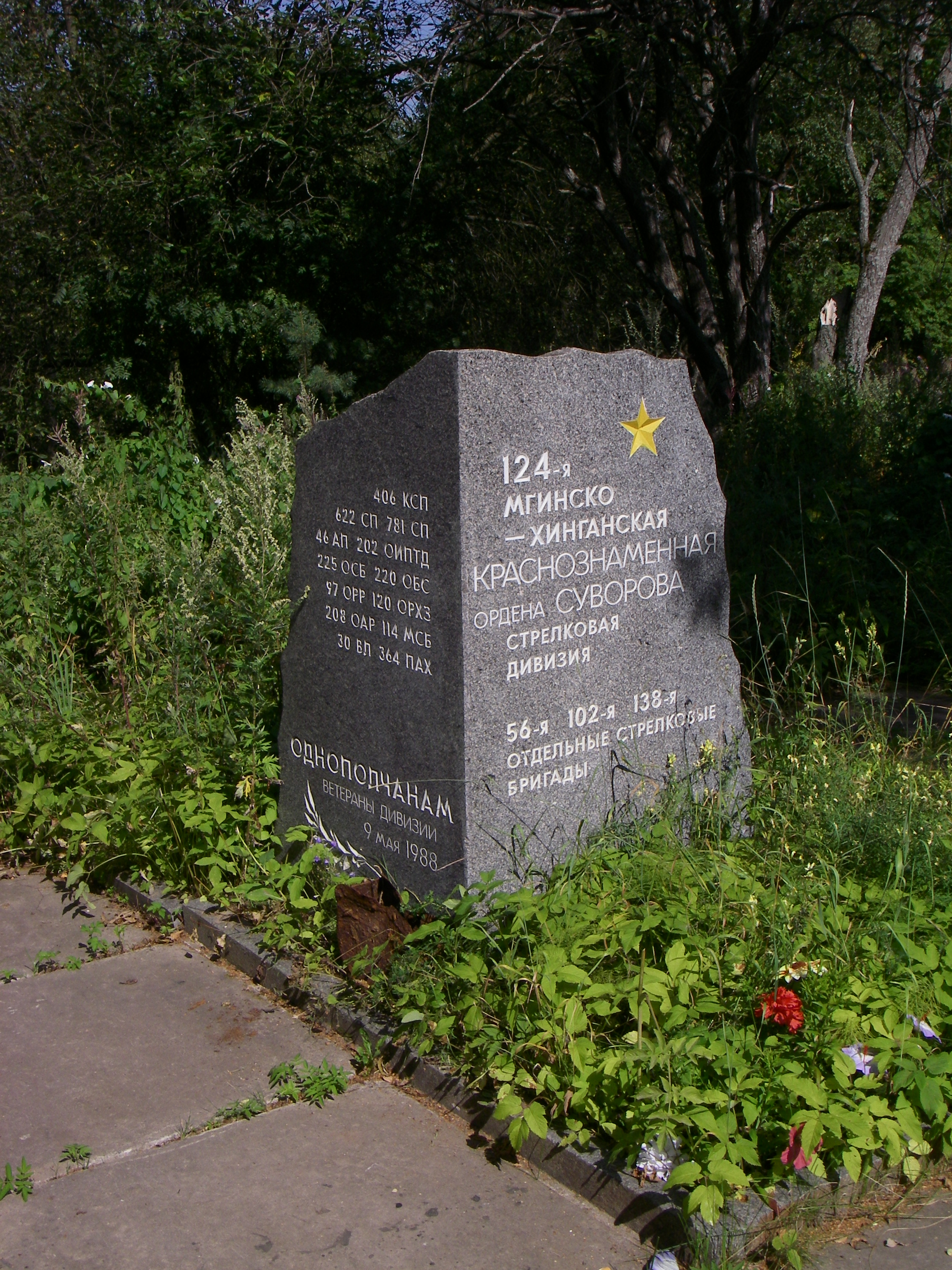
Памятник воинам дивизии на Синявинских высотах.

- 512-й отдельный самоходно-артиллерийский дивизион
- 202-й отдельный истребительно-противотанковый дивизион
- 97-я отдельная разведывательная рота
- 225-й сапёрный батальон
- 200-й отдельный батальон связи (710-я отдельная рота связи)
- 144-й медико-санитарный батальон
- 120-я отдельная рота химической защиты
- 208-я автотранспортная рота
- 364-я полевая хлебопекарня
- 30-й дивизионный ветеринарный лазарет
- 1980-я полевая почтовая станция
- 380-я полевая касса Госбанка

## Укомплектованность
- на начало 1945 года: 6 714 человек, 238 ручных пулемётов, 79 станковых пулемётов, 18 зенитных пулемётов, 18 120-мм миномётов, 54 82-мм миномёта, 10 122-мм гаубиц, 32 76-мм пушки, 12 76-мм противотанковых пушек ЗИС-3, 36 45-мм противотанковых пушек, 138 автомобилей.

## Подчинение
| Дата            | Фронт (округ)         | Армия             | Корпус (группа)         | Примечания                                                      |
| --------------- | --------------------- | ----------------- | ----------------------- | --------------------------------------------------------------- |
| 01.05.1943 года | Ленинградский фронт   | 67-я армия        | -                       | -                                                               |
| 01.06.1943 года | Ленинградский фронт   | 67-я армия        | -                       | -                                                               |
| 01.07.1943 года | Ленинградский фронт   | 67-я армия        | -                       | -                                                               |
| 01.08.1943 года | Ленинградский фронт   | 2-я ударная армия | -                       | -                                                               |
| 01.09.1943 года | Ленинградский фронт   | 67-я армия        | -                       | -                                                               |
| 01.10.1943 года | Ленинградский фронт   | 67-я армия        | -                       | -                                                               |
| 01.11.1943 года | Ленинградский фронт   | 67-я армия        |                         | -                                                               |
| 01.12.1943 года | Ленинградский фронт   | 67-я армия        | -                       | -                                                               |
| 01.01.1944 года | Ленинградский фронт   | 67-я армия        | 118-й стрелковый корпус | -                                                               |
| 01.02.1944 года | Ленинградский фронт   | -                 | 118-й стрелковый корпус | в резерве фронта                                                |
| 01.03.1944 года | Ленинградский фронт   | -                 | -                       | в резерве фронта                                                |
| 01.04.1944 года | Ленинградский фронт   | 8-я армия         | 43-й стрелковый корпус  | -                                                               |
| 01.05.1944 года | Ленинградский фронт   | 2-я ударная армия | 109-й стрелковый корпус |                                                                 |
| 01.06.1944 года | Ленинградский фронт   | 2-я ударная армия | 124-й стрелковый корпус | -                                                               |
| 01.07.1944 года | Ленинградский фронт   | -                 | 43-й стрелковый корпус  | -                                                               |
| 01.08.1944 года | Ленинградский фронт   | 59-я армия        | 43-й стрелковый корпус  | -                                                               |
| 01.09.1944 года | Ленинградский фронт   | 59-я армия        | 43-й стрелковый корпус  | -                                                               |
| 01.10.1944 года | Резерв Ставки ВГК     | 21-я армия        | 94-й стрелковый корпус  | -                                                               |
| 01.11.1944 года | Резерв Ставки ВГК     | 21-я армия        | 94-й стрелковый корпус  | с 16.11.1944 по 01.12.1944 в составе 3-го Белорусского фронта   |
| 01.12.1944 года | Резерв Ставки ВГК     | 21-я армия        | 94-й стрелковый корпус  | -                                                               |
| 01.01.1945 года | 3-й Белорусский фронт | 39-я армия        | 94-й стрелковый корпус  | -                                                               |
| 01.02.1945 года | 3-й Белорусский фронт | 39-я армия        | 94-й стрелковый корпус  | с 06.02.1945 по 25.02.1945 в составе 1-го Прибалтийского фронта |
| 01.03.1945 года | 3-й Белорусский фронт | 39-я армия        | 113-й стрелковый корпус | -                                                               |
| 01.04.1945 года | 3-й Белорусский фронт | 39-я армия        | 94-й стрелковый корпус  | -                                                               |
| 01.05.1945 года | Резерв Ставки ВГК     | 39-я армия        | 94-й стрелковый корпус  | -                                                               |
| 01.06.1945 года | Резерв Ставки ВГК     | 39-я армия        | 94-й стрелковый корпус  | -                                                               |
| 01.07.1945 года | Забайкальский фронт   | 39-я армия        | 94-й стрелковый корпус  | -                                                               |
| 01.08.1945 года | Забайкальский фронт   | 39-я армия        | 94-й стрелковый корпус  | -                                                               |
| 09.08.1945 года | Забайкальский фронт   | 39-я армия        | 94-й стрелковый корпус  | -                                                               |
| 03.09.1945 года | Забайкальский фронт   | 39-я армия        | 94-й стрелковый корпус  | -                                                               |

## Командование

### Командиры
- Шишов, Фёдор Фёдорович (19.04.1943 — 08.07.1943), полковник
- Папченко, Михаил Данилович (09.07.1943 — 17.03.1945), полковник, с 05.10.1944 генерал-майор
- Бармаш, Рафаил Аронович (18.03.1945 — 26.03.1945), полковник
- Папченко, Михаил Данилович (28.03.1945 — 03.09.1945), генерал-майор

### Заместители командира
- Потехин, Яков Филиппович (??.04.1944 — 24.02.1945), полковник
- Потехин, Яков Филиппович (01.05.1945 — ??.11.1945), полковник

## Награды и почётные наименования
| Награда (наименование)             | Дата награждения | За что награждена |
| ---------------------------------- | --- | --- |
| Почётное наименование «Мгинская»   | присвоено приказом Верховного главнокомандующего № 010 от 22 января 1944 года (на основании приказа ВГК № 62 от 21 января 1944 года) | в ознаменование одержанной победы и отличия в боях за освобождение города Мга |
| Почётное наименование «Хинганская» | присвоено приказом Верховного главнокомандующего № 0162 от 20 сентября 1945 года                                                     | за отличия в боях против японских войск на Дальнем Востоке при прорыве Маньчжуро-Чжалайнорского и Халун-Артшанского укреплённых районов, форсировании горного хребта Большой Хинган, овладении городами: Чанчунь, Мукден, Цицикар, Жэхэ, Дайрэн, Порт-Артур |
| Орден Красного Знамени             | награждена указом Президиума Верховного Совета СССР от 22 марта 1944 года                                                            | за образцовое выполнение заданий командования на фронте борьбы с немецкими захватчиками и проявленными при этом доблесть и мужество |
| Орден Суворова II степени          | награждена указом Президиума Верховного Совета СССР от 19 февраля 1945 года                                                          | за образцовое выполнение заданий командования в боях с немецкими захватчиками, за прорыв обороны немцев в Восточной Пруссии и проявленные при этом доблесть и мужество                                                                                      |

Награды частей дивизии:
- 406-й стрелковый Краснознаменный[5]полк

## Воины дивизии
- Корнев, Иван Ильич, ефрейтор, стрелок 781-го стрелкового полка.
- Тазаев, Алексей Иванович, лейтенант, командир взвода 781-го стрелкового полка.

## Память
- Памятник Архивная копия от 4 марта 2016 на Wayback Machine воинам дивизии на Синявинских высотах
- Мемориал Архивная копия от 4 марта 2016 на Wayback Machine в посёлке Лисино-Корпус
- Братское захоронение Архивная копия от 4 марта 2016 на Wayback Machine в урочище Пихтовое возле Высоцка
- Памятный знак морякам и десантникам Архивировано 25 августа 2011 года. на острове Тейкарсаари
- Памятник Архивная копия от 4 марта 2016 на Wayback Machine в бухте города Высоцк
- Памятник Архивная копия от 14 сентября 2016 на Wayback Machine в бухте посёлка Советский